# Governo Democratico Provvisorio
Il Governo Democratico Provvisorio (in greco: Προσωρινή Δημοκρατική Κυβέρνηση,
Prosoriní Dimokratikí Kyvérnisi) è stato uno Stato socialista esistito durante la guerra civile greca.
Venne istituito nel 1947 su necessità del KKE per amministrare i territori posti sotto il controllo delle forze comuniste durante il conflitto.
Lo Stato durò fino al 1949, quando le forze comuniste vennero vinte dalle forze monarchiche.
Il governo si sciolse definitivamente in esilio nel 1950.
Lo Stato era governato dai membri ed esponenti del KKE mentre le sue forze armate e dell'ordine erano inquadrate nel DSE.
| Controllo di autorità | VIAF (EN) 136470813 · LCCN (EN) nr00008461 · J9U (EN, HE) 987007469881905171 |